# Skagitský záliv

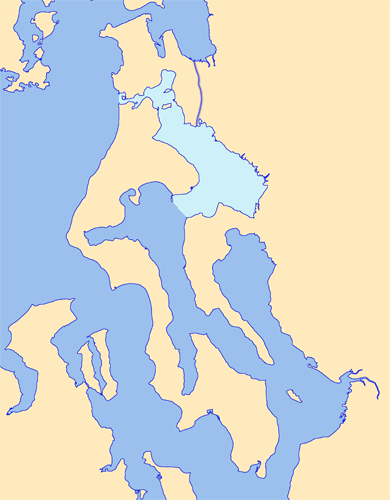
Mapa zálivu, který je vyznačen světle modrou barvou.

Skagitský záliv (angl. Skagit Bay) se nachází v americkém státě Washington. Je částí Pugetova zálivu a ústí do něj řeka Skagit. Na jihu je záliv spojený se zbytkem Pugetova zálivu Saratožským průlivem a zálivem Possession. Hranice mezi Skagitovým zálivem a Saratožským průlivem je mezi Ponell Pointem na Whidbeyově ostrově a Rocky Pointem na Caamañově ostrově. Na severozápadě spojuje záliv s úžinou Juana de Fucy Klamný průliv. Třetím spojením je na severu Swinomišský kanál, který spojuje záliv s Padillovým zálivem.
Skagitský záliv omývá na severu břehy Fidalgova ostrova, na západě Whidbeyho ostrova, na jihu Caamañova ostrova a na východě pevninu. Břeh pevniny se skládá především z delty řeky Skagit, mezi jejímiž dvěma rameny se nachází Jedlový ostrov.
Nejsevernější konec Skagitského zálivu nese jméno Similk Bay, kde se nachází dva ostrovy, ostrov Naděje a Skagitský ostrov. Indiánská rezervace kmene Swinomišů se nachází na Fidalgově ostrově mezi Similk Bay a Swinomišským kanálem.

## Historie
Členové Vancouverovy expedice roku 1792 byli prvními nepůvodními obyvateli Severní Ameriky, kteří prozkoumali Skagitský záliv. Na konci května 1792 vedl Joseph Whidbey svůj tým severně Saratožským průlivem do Skagitského zálivu. Zde strávili den průzkumem, ale nedokázali najít Klamný průliv a tudíž si mysleli, že je záliv uzavřený. Den poté ale George Vancouver našel bažinatý průliv spojující záliv se Susaninou zátokou na severu Caamañova ostrova. Až o týden později, na začátku června 1792 proplula Vancouverova flotila Klamným průlivem ze západu. Peter Puget a Joseph Whidbey pluli vyšetřit průliv a zjistili, že se jim dá proplout právě do Skagitova zálivu, což expedici přesvědčilo o tom, že Whidbeyho ostrov je namísto poloostrova ostrovem.